# Naohiro Išikava
Naohiro Išikava (japonsko 石川 直宏), japonski nogometaš, * 12. maj 1981.
Za japonsko reprezentanco je odigral 6 uradnih tekem.